# Hyalopomatus marenzelleri
Hyalopomatus marenzelleri is een borstelworm uit de familie Serpulidae. Het lichaam van de worm bestaat uit een kop, een cilindrisch, gesegmenteerd lichaam en een staartstukje. De kop bestaat uit een prostomium (gedeelte voor de mondopening) en een peristomium (gedeelte rond de mond) en draagt gepaarde aanhangsels (palpen, antennen en cirri).
Hyalopomatus marenzelleri werd in 1884 voor het eerst wetenschappelijk beschreven door Langerhans.